# 第92步兵師 (德國國防軍)
第92步兵師（德語：92. Infanterie-Division）是納粹德國國防軍陸軍的一個步兵師。該師於1944年1月在尼可斯堡附近組建。
該師組建後，調往意大利托斯卡尼，應對盟軍在意大利的攻勢。
該師分成多個戰鬥小組，在阿爾班山當地作戰，直至1944年6月解散，其殘部歸入其他部隊。

## 註腳
1. ↑  Mitcham（2007年）